# Annick De Decker
Annick De Decker (1975) is een Belgische roeister die sinds vele jaren woonachtig is in Gent. Ze leerde roeien op de Gentse Watersportbaan. Ze was niet bij de controversiële Belgische selectie voor de Olympische Zomerspelen 2008.

## Carrière
Tot 2007 gaf De Decker les in het secundair onderwijs. Ze gaf de lessen biologie en chemie aan het Go! Atheneum Gentbrugge. Om zich volledig te kunnen focussen op de kwalificatie voor de Olympische Spelen in Peking in 2008, stopte ze met lesgeven en spendeerde ze haar tijd volledig aan het roeien. Na het niet halen van de kwalificaties, hervatte ze kort het lesgeven om erna volledig te gaan voor haar carrière als roeister. Momenteel is ze terug aan de slag in het GO! Atheneum Gentbrugge als leerkracht chemie aan de 2de en 3de graad.

## Sportcarrière
Ze behaalde zilver in skiff dames open categorie op de Europese kampioenschappen roeien 2008. Op de May Regatta 2009 te Gent verslaat ze in het skiffnummer de Olympische finaliste Juliet Haigh uit Nieuw-Zeeland in de ongestuurde twee.
Ze startte pas tijdens haar hogere studies in Gent met roeien, maar had dan al enkele jaren ervaring met andere duursporten achter de rug in de streek waar ze opgroeide (Provincie Antwerpen). Haar prestatie bezorgt de Oost-Vlaamse Roeiliga en zijn aangesloten clubs steeds meer belangstelling vanwege andere startende studenten en draagt op die manier bij aan de uitbouw van Studentenroeien in Vlaanderen. De Decker werd 48 keer Belgisch kampioen.

## Familie
Annick De Decker is de dochter van voormalige atleten Bertrand De Decker en Helga Deprez.

## Trivia
- De Decker was ooit te zien in het programma Man bijt hond. Ze was toen verkleed als Mega Mindy, naar aanleiding van het carnaval.